# لا تروبيكال أميسا بونغو 2011
لا تروبيكال أميسا بونغو 2011 هو سباق دراجات هوائية، وهو الموسم السادس من لا تروبيكال أميسا بونغو، أقيم خلال الفترة من 25 يناير 2011، وحتى 30 يناير 2011.
فاز  بالمركز الأول Anthony Charteau ‏، وبالمركز الثاني Andy Cappelle ‏، وبالمركز الثالث عادل جلول.

## الفائزون
| الترتيب | الفائز            |
| ------- | ----------------- |
| الفائز  | Anthony Charteau ‏ |
| الثاني  | Andy Cappelle ‏    |
| الثالث  | عادل جلول         |